# Feliniopsis margarita
Feliniopsis margarita là một loài bướm đêm trong họ Noctuidae.